# Street Fighter II: The World Warrior
Street Fighter II (ストリートファイターⅡ, Sutorīto Faitā Tsū) és un videojoc de lluita del 1991 produït per Capcom originalment publicat com a màquina recreativa a monedes. És la continuació del videojoc de lluita de 1987 Street Fighter de Capcom, Street Fighter II va millorar tota una sèrie de conceptes introduïts en el primer videojoc (incloent-hi l'ús moviments i sis botons), mentre que s'incorporava l'opció de poder jugar amb una gran quantitat de personatges jugables, cadascun amb el seu propi estil de lluita i moviments especials. Street Fighter II és considerat en crear el boom dels jocs de lluita durant la dècada de 1990. El seu èxit va permetre més continuacions i versions noves, cadascun amb els mateixos personatges de les versions anteriors, com també en les versions domèstiques. Algunes versions domèstiques del Street Fighter II han venut milions de còpies, amb la SNES pel Street Fighter II estant el videojoc de Capcom més venut de tots els temps fins al 2008.
De manera destacada, disposa d'un popular mode per a dos jugadors que obliga a un joc competitiu directe i de persona a persona, que va allargar la supervivència del declivi mercat empresarial d'arcade de videojocs estimulant els negocis i impulsant el gènere de lluita. Va inspirar esdeveniments de torneigs de base, que van culminar amb l'Evolution Championship Series (EVO). Street Fighter II va canviar la dinàmica competitiva arcade de les puntuacions de videojocs.
Street Fighter II es va convertir en el joc més venut des de l'edat d'or dels videojocs arcade. El 1994, només als Estats Units l'havien jugat almenys 25 milions de persones. A causa del seu gran èxit, una sèrie de versions actualitzades van comptar amb característiques i personatges addicionals. A tot el món, s'han venut més de 200.000 gabinets arcade i 15 milions d'unitats de programari entre totes les versions de Street Fighter II, amb una facturació estimada de 10.000 milions de dòlars en ingressos totals, el que el converteix en un dels tres videojocs més taquillers de tots els temps fins al 2007 i el joc de lluita més venut fins al 2019. S'han venut més de 6,3 milions cartutxos de SNES, la qual cosa el converteix en el joc més venut de Capcom durant les properes dues dècades, el seu joc més venut en una única plataforma i el joc de tercers més venut al SNES.
Street Fighter II és considerat com un dels videojocs més grans de tots els temps i el joc de lluita més important i influent mai fet. El seu llançament es veu com un moment revolucionari dins del seu gènere, a qui se li atribueix la popularització del gènere de lluita durant la dècada de 1990 i la inspiració d'altres productors per crear les seves pròpies sèries de lluita. Va provocar un renaixement per a la indústria dels videojocs d'arcades i va afectar els videojocs competitius i una cultura popular més àmplia, com ara pel·lícules i música.

## Jugabilitat

Tot i que no va ser el primer joc de lluita, va popularitzar i establir les convencions de jugabilitat del gènere.

Street Fighter II segueix diverses convencions i regles establertes pel seu predecessor de 1987 Street Fighter. El jugador s'enfronta als oponents en un combat cos a cos un contra l'altre en una sèrie de millors parts de dos de tres. L'objectiu de cada ronda és esgotar la vitalitat de l'oponent abans que s'acabi el temps. Ambdós lluitadors amb la mateixa vitalitat poden realitzar un "doble KO" o un "joc d'empat" i es produeixen rondes addicionals fins a mort sobtada.
En el primer Street Fighter II, un combat pot durar fins a deu rondes; això es va reduir a quatre rondes des de la Champion Edition. Si no hi ha un guanyador clar al final de la ronda final, o bé l'oponent controlat per ordinador guanyarà per defecte en un combat d'un sol jugador o els dos lluitadors perdran en un combat de 2 jugadors. Després de cada tercer combat en el mode per a un jugador, una fase de bonificació dona punts addicionals, com ara una etapa de fer malbé cotxes, una etapa de trencament de barrils i una etapa de trencament de tambors. Entre els combats, la següent ubicació es selecciona en un mapa del món.
Com a Street Fighter, els controls són un joystick de vuit direccions i sis botons d'atac. El joystick pot fer saltar, ajupir-se, caminar a esquerra i dreta i bloquejar. Una compensació de força i velocitat ve donada per tres botons de cop i tres botons de puntada, cadascun de nivell lleuger, mitjà i pesat. El jugador pot realitzar una varietat de moviments bàsics en qualsevol posició, inclosos nous atacs d'agafar i llançar. Els moviments especials es realitzen mitjançant combinacions (combos) d'ordres direccionals i basades en botons.
Street Fighter II difereix del seu predecessor a causa de la selecció de múltiples personatges jugables, cadascun amb diferents estils de lluita i moviments especials incloent combos. Segons IGN, "el concepte de combinacions, atacs enllaçats que no es poden bloquejar quan es cronometren correctament, va sorgir més o menys per casualitat. Els dissenyadors de Street Fighter II no volien que passés, però els jugadors del joc original finalment es van adonar que certs moviments fluïen naturalment en altres." Aquest sistema de combo es va adoptar més tard com a característica estàndard dels jocs de lluita i es va ampliar en aquesta sèrie.

## Argument
El líder de l'organització Shadaloo, M. Bison, en el seu pla de dominació global organitza un torneig de lluita, per seleccionar els millors lluitadors per treballar a la seva organització mitjançant el rentat de cervell.
Els plans de M. Bison són frustrats per l'Akuma (que no era un competidor del torneig) que l'agafa desprevingut i li realitza el Shun Goku Satsu, matant al líder de Shadaloo en un instant. Aleshores, Akuma ocupa el lloc de M. Bison al torneig per lluitar contra el finalista, que algunes fonts insinuen que és Ryu. Akuma es burla de M. Bison per ser l'esclau del seu propi poder, sense saber que en realitat té el control absolut del seu poder psicològic.

## Personatges
El Street Fighter II original inclou una llista de vuit personatges jugables. Això inclou Ryu i Ken, els personatges principals de Street Fighter, més sis nous personatges internacionals. En el torneig d'un sol jugador, el jugador lluita contra els altres set lluitadors principals, després els oponents finals — un grup de quatre oponents de només CPU coneguts com els Grans Mestres, que inclou Sagat de Street Fighter.
Personatges jugables:
- Ryu (japonès: 隆 [リュウ], hepburn: Ryū), un artista marcial japonès que no busca fama ni tan sols la corona de "campió", sinó només per perfeccionar les seves habilitats de Shotokan Karate amb el poder interior de Chi, dedica la seva vida a perfeccionar el seu propi potencial mentre abandona tota la resta de la vida, com ara no tenir família i pocs amics, el seu únic vincle és amb Ken Masters. És el guanyador del torneig anterior. No està convençut que sigui el millor lluitador del món i ve a aquest torneig a la recerca d'una nova competició.
- E. Honda, un lluitador de sumo del Japó. El seu objectiu és millorar la reputació negativa de la lluita de sumo demostrant que els competidors són atletes legítims.
- Blanka, un mutant semblant a una bèstia del Brasil que es va criar a la selva. Entra al torneig per descobrir més orígens sobre el seu passat oblidat.
- Guile, un antic agent de les forces especials de la Força Aèria dels Estats Units dels Estats Units, que busca derrotar M. Bison, que va matar el seu millor amic Charlie.
- Ken, el millor amic de Ryu, el màxim rival i antic company d'entrenament, dels Estats Units. El repte personal de Ryu va reavivar l'esperit de lluita d'en Ken i el va persuadir d'entrar al torneig World Warrior, a més de sentir-se mancat del seu potencial de lluita a causa de passar massa temps amb la seva promesa.
- Chun-Li, una artista marcial xinesa que treballa com a oficial de la Interpol; igual que en Guile, no entra al torneig World Warrior per cap glòria personal excepte per demostrar que pot derrotar a qualsevol home que la desafii. L'ambició de Chun-Li en el passat era rastrejar els moviments de l'operació de contraban coneguda com Shadowlaw, el seu objectiu ara és que el seu rastre es condueixi al torneig buscant venjar el seu pare difunt amb el líder del Gran Mestre del sindicat del crim responsable.
- Zangief, un lluitador professional i sambo de la Unió Soviètica. Pretén demostrar que "la força soviètica" és la forma més forta de força, sobretot derrotant els oponents nord-americans amb les seves mans nues.
- Dhalsim, un mestre de ioga que respira foc de l'Índia. Tot i que és pacifista, utilitza els diners guanyats amb la lluita per treure la gent de la pobresa.

Personatges exclusius de la CPU, per ordre d'aparició:
- Balrog, un boxejador nord-americà, amb una aparença semblant a Mike Tyson. Es diu M. Bison al Japó. Una vegada un dels boxejadors més grans del món, va començar a treballar per a Shadaloo per diners fàcils.
- Vega, un torero espanyol que maneja una urpa i utilitza un estil únic de ninjutsu. Es diu Balrog al Japó. És vanitós i vol eliminar la gent lletja del món.
- Sagat, un kickboxer Muay Thai i antic campió de World Warrior del Street Fighter 'original, va ser conegut com El rei dels Street Fighters. fins que va ser degradat com a El rei del Muai Thai en el seu propi torneig a causa de la derrota estreta a les mans del shoryuken de Ryu (un cop de drac en ascens) que li va deixar una profunda esquerda al pit, des d'aquell moment va sentir desgràcia, i farà qualsevol cosa per tenir un combat de rancor amb Ryu per recuperar el seu títol, fins i tot si cal unir forces amb Shadaloo.
- M. Bison, el líder de l'organització criminal Shadaloo, que utilitza un poder misteriós conegut com a Psycho Power, i l'oponent final del joc. Es diu Vega al Japó.

Takayuki Nakayama va declarar en una entrevista que moltes idees de disseny de personatges van ser provades i abandonades al llarg del procés de desenvolupament. Els dissenys de personatges rebutjats per a Street Fighter II incloïen un torero i un lluitador amateur nord-americà.

## Diferències regionals
Amb l'excepció de Sagat, els Enemics Finals de Shadaloo tenen noms diferents a la versió japonesa. El boxejador afroamericà conegut com Balrog a les versions internacionals va ser dissenyat com un pastitxe del boxejador de la vida real Mike Tyson i originalment es va anomenar M. Bison (abreviatura de "Mike Bison", amb "Mike" sent un dels oponents nord-americans als quals es va enfrontar a Street Fighter). Vega i M. Bison es van anomenar originalment Balrog i Vega, respectivament. Quan Street Fighter II es va localitzar per al mercat estranger, els noms dels enemics finals es van alternar, per preocupació que les similituds del boxejador amb Tyson poguessin haver portat a una demanda per infracció de semblança. Aquest canvi de nom es va traslladar als futurs jocs de la sèrie. Per evitar confusions en el Joc del Torneig, molts jugadors es refereixen a cada personatge mitjançant una característica definitòria. Els noms són "Claw" per referir-se al personatge d'Espanya, "Boxer" per referir-se al boxejador afroamericà, i "Dictator" per referir-se a l'enemic final.
Els personatges de la versió japonesa tenen més d'una cita de victòria i si el jugador perd una partida contra la CPU a la versió japonesa, es mostrarà un consell de joc aleatori a la part inferior de la pantalla de continuació. Tot i que el text final dels personatges es va traduir originalment de manera literal, es van fer alguns canvis a causa de diferències creatives amb el personal de màrqueting de Capcom als Estats Units. Per exemple, el nom de l'amic caigut de Guile (que més tard va debutar com a lluitador jugable a Street Fighter Alpha) es va canviar de Nash a Charlie, ja que un membre del personal de Capcom USA va dir que Nash no és un nom anglès que soni naturalment.

## Desenvolupament
Tot i que el gabinet original de lluita de Street Fighter no havia estat molt popular, la versió alternativa de sis botons va tenir més èxit, la qual cosa va començar a generar interès per una seqüela. Capcom va començar a fer dels jocs de lluita una prioritat després que Final Fight tingués èxit comercial als Estats Units. Yoshiki Okamoto va explicar: "La idea bàsica de Capcom era reviure Street Fighter, un bon concepte de joc, per convertir-lo en un joc arcade millor."
El desenvolupament de Street Fighter II va trigar uns dos anys i unes 35 a 40 persones, amb Noritaka Funamizu com a productor, i Akira Nishitani i Akira Yasuda encarregats del disseny del joc i dels personatges, respectivament. El pressupost es va estimar en $2.450.000 (equivalent a $4.870.000 en 2021).
Funamizu assenyala que els desenvolupadors no van prioritzar especialment l'equilibri de Street Fighter II; principalment atribueix l'èxit del joc als seus atractius patrons d'animació. La qualitat de l'animació es va beneficiar de l'ús del maquinari CPS-1 per part dels desenvolupadors, amb avantatges que inclouen permetre que diferents personatges ocupin diferents quantitats de memòria. Per exemple, Ryu pot ocupar 8Mbit i Zangief 12Mbit.
El sistema combo va sorgir per accident:
| «                   | Mentre feia una comprovació d'errors durant l'etapa de bonificació de cotxes... vaig notar una cosa estranya, curiosa. Vaig gravar la seqüència i vam veure que durant el temps de cops era possible afegir un segon cop i així successivament. Vaig pensar que això era una cosa impossible de fer útil dins d'un joc, ja que l'equilibri de temps era molt difícil d'atrapar. Així que vam decidir deixar la funció com a oculta. El més interessant és que aquesta es va convertir en la base de futurs títols. Més tard vam poder fer que el temps fos més còmode i que el combo fos una característica real. En [Street Fighter II] vam pensar que si en el moment precís podríem fer diversos hits, fins a quatre, crec. Llavors vam aconseguir fer-ne vuit! Un error de codi? Pot ser. | » |
| — Noritaka Funamizu | |   |

La gran majoria de la música del joc va ser composta per Yoko Shimomura. Aquest és finalment l'únic joc de la sèrie en què va treballar Shimomura, ja que va deixar l'empresa per a Square dos anys més tard. Isao Abe, un nouvingut de Capcom, va gestionar algunes cançons addicionals ("Versus Screen", "Sagat's Theme", i "Here Comes A New Challenger") per a Street Fighter II i es va convertir en el principal compositor en les versions posteriors. La programació de so i els efectes sonors van ser supervisats per Yoshihiro Sakaguchi, el compositor de Street Fighter.
Les proves van començar al Japó. Després es va exposar a l'Amusement Trades Exhibition International (ATEI) de Londres el gener de 1991. El mateix mes, Capcom va realitzar una prova de dues setmanes a Amèrica del Nord, abans de presentar el joc a la conferència de distribuïdors de Capcom l'1 de febrer de 1991, celebrada a Marriott Harbor Beach, Fort Lauderdale, Florida. Capcom va presentar Street Fighter II com el seu "videojoc més gran de la història".

## Ports
| Data de publicació                                                       | Plataforma           | Suport                           | Desenvolupador         | Editor                           | Notes                                                                 |
| ------------------------------------------------------------------------ | -------------------- | -------------------------------- | ---------------------- | -------------------------------- | --------------------------------------------------------------------- |
| JP: 10 de juny de 1992 NA: 15 de juny de 1992 EU: 17 de desembre de 1992 | SNES                 | Cartutx de ROM                   | Capcom                 | JP: Capcom NA: Capcom EU: Bandai | Reeditat a la Wii i la Consola virtual de Wii U.                      |
| 1992                                                                     | Amiga                | 4 disquets                       | Creative Materials     | U.S. Gold                        | Llançat a Europa.                                                     |
| 1992                                                                     | Atari ST             | 4 disquets                       | Creative Materials     | U.S. Gold                        | Llançat a Europa.                                                     |
| 1992                                                                     | Commodore 64         | Cassette o disquet               | Creative Materials     | U.S. Gold                        | Llançat a Europa.                                                     |
| 1992                                                                     | Amstrad CPC          | Cassette o disquet (no publicat) | Creative Materials     | U.S. Gold                        | Llançat a Europa.                                                     |
| 1992                                                                     | ZX Spectrum          | Cassette o disquet               | Tiertex Design Studios | U.S. Gold                        | Llançat a Europa.                                                     |
| 1992                                                                     | PC (DOS)             | 3 disquets                       | Creative Materials     | U.S. Gold NA                     | Llançat a Amèrica del Nord i Europa.                                  |
| 1994                                                                     | CPS Changer          | Cartutx de ROM                   | Capcom                 | Capcom                           | Publicat exclusivament al Japó.                                       |
| 1995                                                                     | Game Boy             | Cartutx de ROM                   | Sun L                  | Capcom Nintendo                  |                                                                       |
| 1997                                                                     | Master System        | Cartutx de ROM                   | Tec Toy                | Tec Toy                          |                                                                       |
| 1998                                                                     | Sega Saturn          | CD-ROM                           | Capcom                 | Capcom                           | Inclòs a Capcom Generation 5. Publicat exclusivament al Japó.         |
| 1998                                                                     | PlayStation          | CD-ROM                           | Capcom                 | Capcom                           | Inclòs a Street Fighter Collection 2.                                 |
| 2004                                                                     | Mòbil                | Distribució en línia             | Capcom                 | Capcom                           |                                                                       |
| 2006                                                                     | PlayStation 2        | DVD-ROM                          | Digital Eclipse        | Capcom                           | Inclòs a Capcom Classics Collection Vol. 1. Basat en la versió PS.    |
| 2006                                                                     | Xbox                 | DVD-ROM                          | Digital Eclipse        | Capcom                           | Inclòs a Capcom Classics Collection Vol. 1. Basat en la versió PS.    |
| 2006                                                                     | PlayStation Portable | UMD                              | Capcom                 | Capcom                           | Inclòs a Capcom Classics Collection: Reloaded. Basat en la versió PS. |
| 2018                                                                     | PlayStation 4        | BD-ROM                           | Digital Eclipse        | Capcom                           | Inclòs a Street Fighter 30th Anniversary Collection.                  |
| 2018                                                                     | Xbox One             | BD-ROM                           | Digital Eclipse        | Capcom                           | Inclòs a Street Fighter 30th Anniversary Collection.                  |
| 2018                                                                     | Nintendo Switch      | Cartutxos ROM basats en flaix    | Digital Eclipse        | Capcom                           | Inclòs a Street Fighter 30th Anniversary Collection.                  |
| 2018                                                                     | Windows              | Distribució en línia             | Digital Eclipse        | Capcom                           | Inclòs a Street Fighter 30th Anniversary Collection.                  |

### Super NES
Street Fighter II va ser llançat per a la Super Famicom el 10 de juny de 1992 al Japó, seguit d'un llançament nord-americà per a la SNES a l'agost i un llançament europeu al desembre. És el primer joc llançat amb un cartutx SNES de 16 megabits. Molts aspectes de les versions arcade es van canviar o simplificar per tal d'adaptar-se a la capacitat de memòria més petita. Aquesta versió té un codi secret que permet als dos jugadors controlar el mateix personatge en una partida, cosa que no és possible a la versió arcade original. El segon jugador utilitza la mateixa paleta de colors alternativa presentada a Street Fighter II: Champion Edition. Els quatre enemics finals de Shadaloo encara no es poden jugar, però el codi activa la seva paleta de colors Champion Edition. Tatsuya Nishimura, que recentment s'havia unit a Capcom des de TOSE, va organitzar la banda sonora amb l'ajuda de Shimomura, Abe i Sakaguchi.
El cartutx SNES nord-americà es va tornar a llançar el novembre de 2017 com a producte d'edició limitada per celebrar el 30è aniversari de la sèrie Street Fighter.

### Ordinadors domèstics
U.S. Gold van llançar versions de Street Fighter II per a diverses plataformes d'ordinadors domèstics a Europa, és a dir, l'Amiga, Atari ST, Commodore 64, PC (DOS) i ZX Spectrum. Tots van ser desenvolupats per Creative Materials, excepte la versió ZX Spectrum de Tiertex Design Studios. La versió per a PC també va ser publicada a Amèrica del Nord per Hi-Tech Expressions. Aquestes versions pateixen nombroses imprecisions, com la manca d'actius gràfics i pistes de música, paletes de colors incorrectes i la manca de controls de sis botons a causa que aquestes plataformes només tenen joysticks d'un o dos botons com a estàndard en aquell moment. Tot i que oficialment anunciat per US Gold juntament amb les conversions C64 i ZX Spectrum i anticipat a les revistes, el desenvolupament d'Amstrad CPC per Creative Materials va ser cancel·lat.

### Game Boy
La versió de Game Boy de Street Fighter II es va publicar l'11 d'agost de 1995 al Japó, i el setembre de 1995 a nivell internacional. Falten Dhalsim, E. Honda i Vega. Els gràfics, els retrats dels personatges i les etapes es basen en Super Street Fighter II, tot i que s'inclouen alguns moviments (com ara Amazon River Run de Blanka) de Super Street Fighter II Turbo. Com que el Game Boy només té dos botons, la força dels cops i puntades ve determinada per la durada de les pressions dels botons.

### Compilacions
Street Fighter II, Champion Edition, i Turbo estan a la compilació Capcom Generation 5 per a PlayStation i Sega Saturn, que es va llançar a Amèrica del Nord i Europa com a Street Fighter Collection 2. Els tres jocs estan a Capcom Classics Collection Vol. 1 per a PlayStation 2 i Xbox, i en Capcom Classics Collection Reloaded per a PlayStation Portable.

## Actualitzacions
Street Fighter II va generar una sèrie de revisions, cadascuna perfeccionant la mecànica de joc, els gràfics, la llista de personatges i altres aspectes del joc. La primera actualització, Street Fighter II: Champion Edition, es va llançar com a màquina recreativa el març de 1992. Reequilibra els nivells de poder dels personatges, permet als dos jugadors en partides de dos jugadors seleccionar el mateix personatge (distingit per colors alternatius de vestuari) i permet als jugadors triar els quatre personatges del enemic final que abans només funcionaven per ordinador.
Després del llançament de Champion Edition, va aparèixer una onada de modificacions no autoritzades per als gabinets arcade, com l'anomenat "Rainbow Edition", cosa que va provocar la resposta oficial de Capcom amb Street Fighter II Turbo al desembre, augmentant la velocitat de joc i donant a alguns personatges nous moviments especials.
Super Street Fighter II: The New Challengers es va llançar el setembre de 1993, utilitzant el CP System II més avançat, que permetia gràfics i àudio actualitzats, i introduïa quatre personatges nous, però alleujava l'augment de velocitat de Street Fighter II Turbo, que va ser substituït ràpidament per Super Street Fighter II Turbo, llançat el febrer de 1994, que permet una velocitat de joc selectiva, introdueix moviments especials potenciats anomenats Super Combos i afegeix un nou personatge ocult.
Tots els jocs arcade Street Fighter II s'han portat a diverses plataformes, com a versions individuals i en compilacions. Les versions domèstiques posteriors revisen o amplien encara més el joc, incloent Hyper Street Fighter II (que més tard va rebre un llançament arcade) i Super Street Fighter II Turbo HD Remix. Ultra Street Fighter II: The Final Challengers es va llançar per a Nintendo Switch i afegeix dos personatges que abans van debutar fora de les actualitzacions de Street Fighter II.
A més de les versions actualitzades oficials, nombroses versions modificades falsificades de Street Fighter II estaven en àmplia circulació. Per exemple, nou versions falsificades diferents estaven disponibles a Super Famicom al Japó el desembre de 1992.

## Rebuda

### Comercial
L'any 1994, Street Fighter II havia estat jugat per almenys 25 milions de persones només als Estats Units, a través de màquines recreatives i versions domèstiques. Es calcula que totes les versions de Street Fighter II van recaptar un total de 10.610 milions de dòlars en ingressos, principalment del mercat arcade. En 2017, és un dels tres primers videojocs més venuts de tots els temps, juntament amb Space Invaders (1978) i Pac-Man (1980).

#### Versions arcade
Street Fighter II no va tenir èxit immediatament al Japó, ja que la majoria dels jugadors d'arcade inicialment hi jugaven en solitari, en lloc de multijugador com es pretenia originalment. Yoshiki Okamoto es va sentir decebut amb la seva actuació inicial, i li van dir que hauria d'haver produït un altre beat 'em up en solitari com Final Fight. Després que la revista japonesa d'arcades Gamest comencés a publicar articles informant els lectors sobre la funció de "joc de batalla", el joc va començar a guanyar una popularitat considerable a les arcades japoneses. Al Japó, la revista Màquina de joc va enumerar el joc a la seva edició de l'1 d'abril de 1991 com el segon gabinet arcade amb més èxit del mes, superant jocs com ara Detana!! TwinBee i King of the Monsters, abans que Street Fighter II encapçalés les llistes dues setmanes després. Es va convertir en el joc d'arcade de 1991 més venut del Japó, i després es va convertir de nou en el joc arcade més venut de 1992. Street Fighter II Turbo es va convertir en el joc d'arcade més venut de 1993, amb Street Fighter II Dash (Champion Edition) al número quatre i The World Warrior al número nou.
Street Fighter II va tenir un èxit similar al món occidental. Als Estats Units, el joc va tenir un èxit més immediat, ja que va superar les expectatives als mercats de prova, amb màquines individuals guanyant 1.300-1.400 dòlars setmanals, El representant de vendes de Capcom USA, Jeff Walker, va predir que "es convertiria en el kit de 1991" i la revista RePlay va dir que el joc demostrava que hi quedava "molta vida" en el negoci arcade en les dificultats recents. Al març, s'havia convertit en un èxit i el joc més jugat dels Estats Units, donant un augment substancial dels ingressos dels seus operadors. Va encapçalar les llistes de programari arcade RePlay des del maig de 1991 fins a l'agost de 1992, durant un total de 16 mesos. A les llistes d'arcade Play Meter, va ser el videojoc més jugat durant el gener–febrer de 1992 i maig de 1992. Street Fighter II va ser el joc arcade més jugat del 1991 als Estats Units. i un dels cinc primers kits de conversió arcade més jugats del 1992 (com a Champion Edition). El seu èxit va ser elogiat; el 1992, va tenir molta presència a la indústria i convertir-se en el joc arcade més venut en deu anys. Electronic Games va destacar en la seva edició d'octubre de 1992, "Des de principis dels anys 80 un joc d'arcade no va rebre tanta atenció i una popularitat fanàtica total". Va tenir un èxit similar a Austràlia, on va tenir un bon rendiment després de 16 mesos al mercat, amb la revista Leisure Line va destacar el 1992 que "des dels dies de Space Invaders (1978) que un joc no té tanta longevitat".
El 1991, es van vendre 50.000 unitats arcade a tot el món, incloses 17.000 unitats al Japó, amb Capcom informant de la producció continuada d'unitats arcade a causa de comandes repetides. Al Regne Unit, Your Commodore va informar el juliol de 1991 que els espectadors apostaven per jugadors a les sales recreatives del London West End. Entre principis de 1991 i principis de 1993, Street Fighter II havia capturat al voltant del 60% del mercat global de les màquines de monedes, incloses 10.000 unitats instal·lades al Regne Unit a mitjans de 1991, amb màquines individuals al Regne Unit que s'estima que estarien entre 70-1.000 £ per setmana durant els propers dos anys. Street Fighter II va generar un ingressos anuals estimats de 260 milions de lliures només al Regne Unit durant els dos anys entre mitjans de 1991 i mitjans de 1993,per un total de 520 milions de lliures (913 milions de dòlars en aquell moment, equivalent a 1.760 milions de dòlars el 2021).
La companyia va vendre més de 60.000 màquines arcade del Street Fighter II original, incloent unes 20.000 a 25.000 unitats als Estats Units. El va seguir Street Fighter II′ (Dash o Champion Edition), de les quals 140.000 unitats arcade es van vendre només al Japó, on va costar ¥160.000 ($1.300) per a cada unitat, que sumen uns ingressos de 22.400 milions de iens (182 milions de dòlars) generats per les vendes de maquinari al Japó (equivalent a 362 milions de dòlars el 2021), a més d'unes 20.000 a 25.000 unitats venudes als Estats Units. A les llistes d'arcade RePlay dels Estats Units del juliol de 1992, Champion Edition va ser el número u a la llista de gabinets verticals (per sobre de Mortal Kombat de Midway) mentre que el Street Fighter II original era el número dos de les màquines a monedes (per sota de World Heroes de SNK). Street Fighter II va generar 1.500 milions de dòlars (equivalent a 2.900 milions de dòlars el 2021) anualment el 1993, convertint-se en el producte d'entreteniment més jugat de l'any, per sobre de la pel·lícula Parc Juràssic. El gener de 1994, Capcom es va referir a Street Fighter II com "la sèrie de videojocs més reeixida de la dècada" mentre promocionava Super Street Fighter II. A principis de 1994, Capcom va projectar les vendes de Super Street Fighter II per arribar a les 100.000 unitats arcade. Segons l'edició de març de 1995 de la revista GameFan, el joc havia generat "milers de milions de dòlars en beneficis".
| Títol                                | Regió        | Venda de maquinari | Ingressos de monedes (est. US$)            | Ingressos de monedes (est. US$) | Posició màxima |
| Títol                                | Regió        | Venda de maquinari | Sense inflació                             | Amb inflació                    | Posició màxima |
| ------------------------------------ | ------------ | ------------------ | ------------------------------------------ | ------------------------------- | -------------- |
| Street Fighter II: The World Warrior | Japó         | +60.000            | Desconegut                                 | Desconegut                      | #1             |
| Street Fighter II: The World Warrior | Austràlia    | +60.000            | Desconegut                                 | Desconegut                      | #1             |
| Street Fighter II: The World Warrior | Hong Kong    | +60.000            | Desconegut                                 | Desconegut                      | #1             |
| Street Fighter II: The World Warrior | Regne Unit   | +60.000            | 913 milions de dòlars (a partir de 1993)   | 1.800 milions de dòlars         | #1             |
| Street Fighter II: The World Warrior | Estats Units | +60.000            | Desconegut                                 | Desconegut                      | #1             |
| Street Fighter II: Champion Edition  | Japó         | 140.000            | 2.312 milions de dòlars (a partir de 1995) | 4.460 milions de dòlars         | #1             |
| Street Fighter II: Champion Edition  | Estats Units | 20.000+            | 2.312 milions de dòlars (a partir de 1995) | 4.460 milions de dòlars         | #1             |
| Street Fighter II: Champion Edition  | Austràlia    | Desconegut         | 2.312 milions de dòlars (a partir de 1995) | 4.460 milions de dòlars         | #1             |
| Street Fighter II Turbo              | Japó         | Desconegut         | Desconegut                                 | Desconegut                      | #1             |
| Street Fighter II Turbo              | Estats Units | Desconegut         | Desconegut                                 | Desconegut                      | #1             |
| Super Street Fighter II              | Japó         | Desconegut         | Desconegut                                 | Desconegut                      | #1             |
| Super Street Fighter II              | Estats Units | 1.000+             | Desconegut                                 | Desconegut                      | #1             |
| Super Street Fighter II Turbo        | Japó         | Desconegut         | Desconegut                                 | Desconegut                      | #1             |
| Super Street Fighter II Turbo        | Estats Units | Desconegut         | Desconegut                                 | Desconegut                      | #1             |
| Total                                | Món          | +221.000           | 5.310 milions de dòlars                    | 10.560 milions de dòlars        | #1             |

A més de les unitats arcade oficials de Capcom, es van vendre moltes unitats de clons arcade piratejats com a Street Fighter II a tot el món. RePlay va destacar el gener de 1993 que Street Fighter II havia "reactivat amb una sola mà el mercat negre mundial en PCB i kits d'acceleració falsificats". Moltes unitats arcade falsificades sovint van vendre més que els gabinets arcade oficials de Street Fighter II en diversos mercats. Per exemple, només a Mèxic hi havia unes 200.000 falsificacions, on Capcom no va vendre oficialment el joc. Bondeal de Hong Kong va produir 3.000 unitats arcade copiades al mes per a mercats com Amèrica Llatina, i una empresa de Taiwan va produir 20.000 unitats arcade copiades el 1991; a Taiwan, el 1992 es van fabricar fins a 150.000 unitats de clons. Moltes unitats falsificades estaven a Corea del Sud, com ara un comerciant que venia uns 100 PCB Street Fighter II el 1992. Set versions diferents del joc van afirmar que eren seqüeles el 1992, la majoria de Hong Kong, i una anomenada Champion of Champion Editions es va informar que es trobava en sales de màquines recreatives britàniques. Capcom i els seus socis van emprendre accions legals contra unitats arcade falsificades a regions com el Sud-est asiàtic, Amèrica del nord, Corea del Sud, i Puerto Rico.

#### Versions domèstiques
Les nombroses conversions domèstiques de Street Fighter II figuren entre els jocs de la classe Platinum de Capcom, amb més d'un milió d'unitats venudes a tot el món. Al Japó, 1 milió de còpies de la versió Super Famicom es van vendre el juny de 1992 durant les dues primeres setmanes del seu llançament, a un preu minorista de ¥10.780 (equivalent a 85,12 $ llavors, o 164 $ el 2021). El número de febrer de 1992 de la revista Gamest al Japó va dir que, a causa de l'escassa existència, les versions de la consola es venien molt per sobre deks 15.000 ¥ (equivalent a uns 119,19 dòlars en aquell moment, o 230 dòlars el 2021). Va encapçalar les llistes de vendes japoneses Famitsu a partir del juny, el juliol i fins a l'agost de 1992. Va ser un supervendes multimilionari al Japó el desembre de 1992.
Als Estats Units, es van vendre 750.000 unitats de la versió SNES entre el 15 de juliol i el 30 de setembre de 1992, amb un preu al detall de 74,99 $ (equivalent a 140 $ el 2021). Segons Electronic Gaming Monthly, "Mai un joc ha pres el país com aquest." Va continuar sent el joc Super NES més venut d'Amèrica durant gran part de finals de 1992, a l'agost i després octubre, novembre, i desembre. El 1992 a Amèrica del Nord, es van vendre 2 milions d'unitats. Al Regne Unit, Street Fighter II va substituir Super Mario World com a joc inclòs per a SNES, i les versions SNES i Amiga el van convertir en el segon videojoc domèstic més venut de 1992, per sota de Sonic the Hedgehog 2 per a Mega Drive. A tot el món, el setembre de 1992 s'havien venut 4 milions de cartutxos Street Fighter II. 5 milions d'unitats a finals de 1992, i més de 6 milions el 1993. La versió SNES es va convertir en el joc més venut de la companyia, amb més de 6,3 milions d'unitats, i segueix sent el seu programari de jocs més venut en una única plataforma. El 1993, s'havien venut 10 milions d'unitats de totes les versions de programari domèstic, i 11,9 milions d'unitats per a les consoles Nintendo i Sega el març de 1994.
Les versions SNES de Street Fighter II Turbo i Super Street Fighter II van tenir 4,1 milions i 2 milions de vendes d'unitats, respectivament, seguides de la versió Mega Drive/Genesis de Street Fighter II: Special Champion Edition amb 1,65 milions de vendes. En total, es van vendre més de 14 milions de còpies per a les consoles SNES i Mega Drive/Genesis. La versió SNES de Street Fighter II va ser el joc individual més venut de Capcom fins al 2013, quan va ser superat per Resident Evil 5. La versió Amiga va tenir èxit al Regne Unit, on es va convertir en el programari d'ordinador domèstic més venut el 1992, tot i que només va estar disponible durant els darrers 16 dies de l'any. Street Fighter II també va encapçalar la llista de vendes Amiga del Regne Unit el gener de 1993, i d'Atari ST del Regne Unit el març de 1993. En 2008, Super Street Fighter II Turbo HD Remix va batre els rècords de vendes del primer dia i de la primera setmana per a un joc de només de descàrrega. Street Fighter II va ser el joc de lluita més venut amb 15,5 milions d'unitats venudes en totes les versions i plataformes, fins que va ser superat per Super Smash Bros. Ultimate en 2019.

### Crítica

#### Japó
La versió arcade original de Street Fighter II va ser premiada com a Millor Joc de 1991 al Cinquè Gran Premi Anual de la revista Gamest, que també va guanyar en el gènere de Millor Joc d'Acció (el premi als jocs de lluita encara no estava establert). Street Fighter II va acabar en número 1 a Millor VGM, Millor direcció i Millor àlbum, i va ocupar el segon lloc a Millors gràfics per sota del joc 3D de Namco System 21 Starblade. Tots els personatges excepte M. Bison (conegut internacionalment com a Balrog) estan a la llista dels millors personatges de 1991.
Street Fighter II Dash va ser guardonat com a Millor Joc de 1992 al Sisè Gran Premi Anual, tal com es va publicar al número de febrer de 1993 de Gamest, guanyant novament com a Millor Joc d'Acció. Va acabar el número 3 a Millor VGM, el número 6 en els millors gràfics i el número 5 a la millor direcció. El Street Fighter II Image Album és el millor àlbum número 1 del mateix número, amb la versió en CD de drama de Street Fighter II empatat al número 7 amb la banda sonora de Star Blade. La llista dels millors personatges només tenia Chun-Li al número 3.
Al número de febrer de 1994 de Gamest, tant Street Fighter II Turbo com Super Street Fighter II van ser nominats com a Millor joc de 1993, però cap dels dos va guanyar (el primer lloc va ser atorgat a Samurai Spirits). Super va acabar en tercer lloc, i Turbo sisè. En la categoria de Millors Jocs de Lluita, Super va tornar a ocupar el tercer lloc, mentre que Turbo va quedar cinquè. Super va guanyar el tercer lloc en les categories de Millors Gràfics i Millor VGM. Cammy, que va ser presentat al Super, va ocupar el cinquè lloc a la llista dels millors personatges del 1993, amb Dee Jay al 36 i T. Hawk al 37. Al número del 30 de gener de 1995 de Gamest, Super Street Fighter II X (conegut internacionalment com a Super Turbo) va ocupar el quart lloc del premi al millor joc de 1994 i al millor joc de lluita, però no es va classificar en cap dels altres premis.
La versió Super Famicom (SNES) va ser aclamada per la crítica. El panell de Famitsu format per quatre revisors li va donar puntuacions de 9, 9, 9 i 8, sumant fins a 35 de 40. Això el va convertir en un dels seus cinc jocs amb millor puntuació del 1992, juntament amb Dragon Quest V: Hand of the Heavenly Bride, Shin Megami Tensei, World of Illusion Starring Mickey Mouse and Donald Duck, i Mario Paint. Més tard van donar a l'actualització Turbo una puntuació de 36 sobre 40. Això va fer que Street Fighter II Turbo fos el joc més valorat de 1993, i el dotzè joc que va rebre una puntuació de Famitsu. de 36/40 o superior.

#### Internacional
El joc arcade va ser ben rebut pels crítics en anglès quan es va llançar. El març de 1991, la revista RePlay va destacar que "els gràfics i els sons són millors" mentre elogiava el joc "sòlid". i va ser considerat el millor joc a l'American Coin Machine Exposition (ACME) aquell mes. El maig de 1991, Julian Rignall de Computer and Video Games li va donar puntuacions del 94% per als gràfics, el 93% per al so, el 95% per a la jugabilitat i el 92% per a la durabilitat, amb una puntuació global del 93%. Va criticar el Street Fighter original per ser un "beat 'em up corrent amb poca emoció i vessament", però va elogiar la seqüela per estar "absolutament plena d'idees noves" i especials. Va assenyalar els "sis botons que es combinen amb 8 direccions del joystick per proporcionar més moviments dels que he vist mai en un beat 'em up" i va elogiar els "sprites massius, ben dibuixats i animats, tones de parla i el més emocionant, d'acció en ple conflicte cara a cara encara que ja s'ha vist en un joc arcade", concloent que és "un dels millors jocs de lluita que s'han vist fins ara a les galeries" i un joc de monedes "brillant". Al número de juny de 1991 de Sinclair User, John Cook va posar-li al joc arcade un "factor addicte" del 84%. Va elogiar la jugabilitat i l'animació i els efectes de so "excel·lents", però va criticar els controls, afirmant que els jugadors "podrien trobar el sistema de control una mica descoratjador al principi [amb] un joystick més sis (compte'ls!) botons de foc [però] no és tan dolent realment". Va concloure "això us agradarà si us agrada l'estil de joc beat 'em up." Jeff Davy de Your Commodore va elogiar el joc pels seus grans sprites, animació de personatges, oponents variats, moviments de personatges i mode de dos jugadors. Computer and Video Games més tard es va referir a Street Fighter II com el "joc del mil·lenni" el 1992.
La versió SNES de Street Fighter II va tenir molt bona acollida. En Electronic Gaming Monthly (EGM), el seu panell de quatre revisors li va donar puntuacions de 10, 9, 10 i 9, sumant fins a 38 sobre 40, i el seu premi "Joc del mes". Sushi-X (Ken Williams) li va donar un 10, anomenant-lo "El millor! Street Fighter II és l'únic joc que he vist mai que mereix un 10!" Martin Alessi li va donar un 9, descrivint-lo com "el millor joc disponible a qualsevol lloc! Un joc increïble!" Ed Semrad li va donar un 10, dient: "Els moviments són perfectes, els gràfics excepcionals i l'àudio excepcional. Aconsegueix un dels nous sticks de 6 botons i juraràs que estàs jugant a la versió arcade." GamePro va imprimir dues ressenyes del joc al seu número d'agost de 1992, ambdues donant-li una puntuació total de 5 sobre 5; El doctor Dave la va descriure com "la millor conversió arcade de Capcom fins ara", mentre que Slasher Quan va afirmar que gairebé "tot és perfecte a la versió Super NES" i que és "una conversió gairebé impecable de l'original arcade que es fa encara més agradable gràcies a les noves opcions i el conveniència de lluitar a casa". Super Play li va donar una puntuació del 94%, afirmant que amb "la inclusió de Champion Edition de Character vs. Character i les opcions addicionals, fins i tot aniria tan lluny per dir que això és realment millor que el coin-op." Electronic Games li va donar puntuacions del 95% en gràfics, 92% en so i 93% en jugabilitat, amb un 94% en general, concloent que és el millor joc de lluita fins ara. Nintendo Power va posar-li un 16,2 sobre 20, afirmant que el "joc arcade més popular del món s'ha reproduït fidelment per a aquesta conversió de Super NES" i que "és com tenir el joc arcade a casa!". Nintendo Power el va classificar com el millor joc de SNES de 1992, per sobre de The Legend of Zelda: A Link to the Past en segon lloc.
Computer Gaming World a l'abril de 1994 va dir que "Street Fighter II ara entra al ring de PC bastant tard i amb un toc de canell feble". La revista va informar que "l'atmosfera i l'impacte de l'acció de trituració d'ossos no és aquí. El lament habitual de molts jugadors de PC sobre les conversions arcade torna a ser cert: massa poc i massa tard".
Entertainment Weekly va escriure que "És clar, és violent (la gent es pot incendiar), però Street Fighter II ofereix una profunditat de joc (cada personatge té més de 20 moviments diferents) incomparable amb cap altre slugfest de videojocs".
Street Fighter II va ser nomenat per Electronic Gaming Monthly com el Joc de l'Any del 1992. EGM va rebre el premi Street Fighter II Turbo amb el millor joc de Super NES el 1993. Street Fighter II va guanyar al Golden Joystick Award pel Joc de l'Any el 1992. Game Informer li va donar els premis "Millor joc de l'any" i "Millor jugabilitat en un videojoc". Va guanyar el premi Electronic Gaming de la revista Electronic Games pel videojoc de l'any, on va ser nominat juntament amb NHLPA Hockey '93 i Sonic the Hedgehog 2.
La versió de Mega Drive de Street Fighter II va rebre un 10 de 10 tant per als gràfics com per l'addicció. La revistaMega, que el va descriure com "un candidat al millor joc de sempre i sens dubte el millor beat-'em-up de tots els temps" i li va donar una puntuació global del 92%. MegaTech el va puntuar un 95% i el va premiar amb Hyper Game, afirmant que "el millor joc de monedes arriba al Megadrive en perfecte estat". Edge va donar a la versió de PC Engine de Champion Edition una puntuació de 8 sobre 10. Els quatre revisors de Electronic Gaming Monthly, tot i que van remarcar que el control de Game Boy és difícil, la velocitat del joc "letàrgicament lenta", i és un joc molt antic, van coincidir en ser una excel·lent conversió per als estàndards de Game Boy. L'Axe Grinder de GamePro va estar d'acord, elogiant els gràfics i el mode de supervivència de Game Boy, però va criticar els controls lents i va concloure que "El veritable problema aquí és que el joc és vell."

#### Retrospectiva
Street Fighter II ha estat inclòs entre els millors jocs de tots els temps. Game Informer el va classificar com el 22è millor joc mai fet l'any 2001. El personal el va elogiar per popularitzar el gènere de jocs de lluita individual i va destacar que els seus ports Super NES eren "gairebé perfectes". " Més tard en 2009, el van classificar com el 25è millor joc mai fet. Altres publicacions que el van incloure entre els millors jocs de tots els temps inclouen BuzzFeed, Electronic Gaming Monthly, IGN, Edge, Empire, Famitsu, FHM, G4, GameFAQs, GameSpot, GamingBolt, Guinness World Records, Next Generation, NowGamer, Retro Gamer, Stuff, Time, and Yahoo! Guinness World Records va atorgar a Street Fighter II els rècords mundials de "Primer joc de lluita per utilitzar combos", "Joc de lluita més clonat" i "Joc de lluita amb monedes més venut" al Guinness World Records: Gamer's Edition 2008. En 2017, The Strong National Museum of Play va introduir Street Fighter II al seu World Video Game Hall of Fame.
GameSpot va donar a la versió de PlayStation 3 de HD Remix una puntuació de 8,5 sobre 10.

## Llegat

### Seqüeles
Els jocs Street Fighter II van ser seguits per diverses subsèries de jocs i spin-off Street Fighter, inclosos Street Fighter Alpha, Street Fighter EX, Street Fighter III, Pocket Fighter, Super Puzzle Fighter II Turbo, i Vs. series. Capcom va llançar Street Fighter IV per als recreatius el juliol de 2008, seguit per Xbox 360 i PlayStation 3 el febrer de 2009 i Microsoft Windows el juliol de 2009. Street Fighter V va ser llançat per a PlayStation 4 i Windows el 2016.

### Altres mitjans
- Els personatges s'han unit a la formació de G.I. Joe: A Real American Hero en 1993, ja que Hasbro va comprar els seus drets de joguines.[192]
- Una animació no oficial de Corea del Sud, Street Fighter, va ser produït per Daiwon Animation el 1992 i compta amb el repartiment de Street Fighter II. La pel·lícula de Hong Kong Future Cops té un repartiment rebatejat de personatges de Street Fighter II.
- El 1994 es van estrenar dues adaptacions cinematogràfiques: Street Fighter II: The Animated Movie, una pel·lícula d'anime japonesa produïda per Group TAC; i Street Fighter, una pel·lícula americana d'acció protagonitzada Jean-Claude Van Damme.
- Uns dibuixos animats americans de Street Fighter segueix una trama combinada de la pel·lícula d'acció i la sèrie de jocs. Un anime sense relació, Street Fighter II V, presenta personatges més joves semblants a The Legend of Chun-Li.
- Capcom va patrocinar el cotxe 88 al certamen de Indianapolis 500 de 1992, proporcionant una aparença de Street Fighter, que no es va poder qualificar.

### Impacte
Street Fighter II és considerat com un dels videojocs més influents de tots els temps, i el joc de lluita més important en particular. El llançament de Street Fighter II el 1991 sovint es considera un moment revolucionari en el gènere dels jocs de lluita. Té la rutina d'exploració de botons i joystick més precisa del gènere, que permet als jugadors executar de manera fiable moviments especials amb diversos botons, i els seus gràfics utilitzen el chipset arcade CPS de Capcom, amb un gran detall dels personatges i etapes. Mentre que els jocs anteriors permeten als jugadors combatre una varietat de lluitadors controlats per ordinador, Street Fighter II permet el combat multijugador.
La popularitat de Street Fighter II va sorprendre la indústria dels jocs, ja que els propietaris d'arcades van comprar més màquines per mantenir-se al dia amb la demanda. Va ser l'encarregat d'introduir la mecànica combo, que va sorgir quan els jugadors hàbils van saber que podien combinar diversos atacs sense que l'oponent es recuperés. El seu èxit va inspirar una onada d'altres jocs de lluita, que inicialment sovint es van etiquetar com a "clons" o imitadors, inclosos títols com ara Guardians of the 'Hood, Art of Fighting, Time Killers, Mortal Kombat, i Killer Instinct. Street Fighter II també va influir en el desenvolupament de la mecànica de combat del joc de beat 'em up. Streets of Rage 2. Tanmateix, Street Fighter II també va rebre crítiques per la seva representació de la violència al carrer i per haver inspirat molts altres jocs violents de la indústria.
Street Fighter II va ser el videojoc d'arcade més venut amb diferència des de l'edat d'or dels videojocs d'arcade, bringing an arcade renaissance in the early 1990s. El seu impacte en els videojocs domèstics va ser igual d'important, convertint-se en un venedor de sistemes de llarga durada per als Super Nintendo Entertainment System. Since then up until the late 1990s, numerous best-selling home video games were arcade ports. En 2005, Electronic Gaming Monthly va classificar el joc com el novè més important des que van començar a publicar-se el 1989, afirmant que cap joc "va fer més per reforçar els arcades" a la dècada de 1990 i va ser la primera aposta trencadora per a SNES.
El joc va popularitzar el concepte de "cara a cara", competició a nivell de torneig entre dos jugadors en lloc de només puntuacions. Això va habilitar els modes competitius multijugador i deathmatch que es troben als jocs d'acció moderns. John Romero, per exemple, va citar el multijugador competitiu de Street Fighter II com una influència en el mode deathmatch del shooter en primera persona Doom.
És una innovació en la sèrie de revisions, amb Capcom actualitzant contínuament i ampliant el joc d'arcade en lloc de llançar una seqüela. Això va afavorir la pràctica dels pedaços i contingut descarregable que es troben als videojocs moderns.

### Cultura popular
El Street Fighter II sovint s'ha fet referència a la música hip hop, per artistes com ara The Lady of Rage, Nicki Minaj, Lupe Fiasco, Dizzee Rascal, Lil B, Sean Price, i Madlib. Això va començar amb el "Swing'n" (1993) de Hi-C i "Track 10" (1994) de DJ Qbert que va mostrejar Street Fighter II, i la banda sonora de la pel·lícula Street Fighter (1994), que és la primera banda sonora important d'una pel·lícula que consta gairebé totalment de música hip hop. Segons DJ Qbert, "Crec que el hip-hop és una cosa genial, crec que Street Fighter és una cosa genial". Segons la revista Vice, "La barreja de competència, bravata i individualisme de Street Fighter es tradueix fàcilment en les proves i les dificultats d'un raper." La mostra "Perfect" va ser utilitzada per Kanye West i Drake a The Life of Pablo (2016). Del rap britànic s'inclou DJ grime Logan Sama dient: "Street Fighter és només una cosa cultural enorme que tothom va experimentar en créixer [amb] un impacte tan gran que es va quedar en la consciència de tothom." Segons Jake Hawkes de Soapbox, "el grime es va construir al voltant de xocs lírics [i] la configuració 1v1 d'aquests enfrontaments es van equiparar fàcilment amb les batalles 1 contra 1 de Street Fighter." Els MC de Grime com Dizzee Rascal estaven fent mostres de Street Fighter II el 2002, i Street Fighter II ha estat mostrat "per gairebé tots els MC de Grime". Es va convertir en una part integral dels segments de freestyle del DJ Charlie Sloth de BBC Radio 1Xtra, utilitzant mostres com "Hadouken", "Shoryuken", i el so del locutor "Perfect".